# Eugyra kerguelensis
Eugyra kerguelensis är en sjöpungsart som beskrevs av William Abbott Herdman 1882. Eugyra kerguelensis ingår i släktet Eugyra och familjen kulsjöpungar.
Artens utbredningsområde är Södra Ishavet. Inga underarter finns listade i Catalogue of Life.